# L.A. to Vegas
L.A. to Vegas fue una sitcom estadounidense estrenada en el canal Fox el 2 de enero de 2018. Protagonizada por Dylan McDermott, Kim Matula, Ed Weeks, Nathan Lee Graham, Olivia Macklin y Peter Stormare, la serie sigue a la tripulación y a los pasajeros regulares de Los Ángeles a Las Vegas la ruta de compañía aérea económica Jackpot Airlines. En España fue estrenada en el canal Fox Life.
El 9 de enero de 2018, Fox recogió tres episodios adicionales para un total de 15.
El 21 de mayo de 2018, Fox canceló la serie después de una temporada.

## Premisa
La serie se lleva a cabo durante un fin de semana de escapada típica, mostrando como el equipo de vuelo y sus pasajeros realizan un vuelo de viernes a domingo de Los Ángeles a Las Vegas.

## Personajes
- Dylan McDermott[1] como el capitán Dave.
- Ed Weeks[1] como Micah.
- Kim Matula como Ronnie.
- Nathan Lee Graham como Bernard.
- Olivia Macklin como Nichole.
- Peter Stormare como Artem.